# Loi de Hume

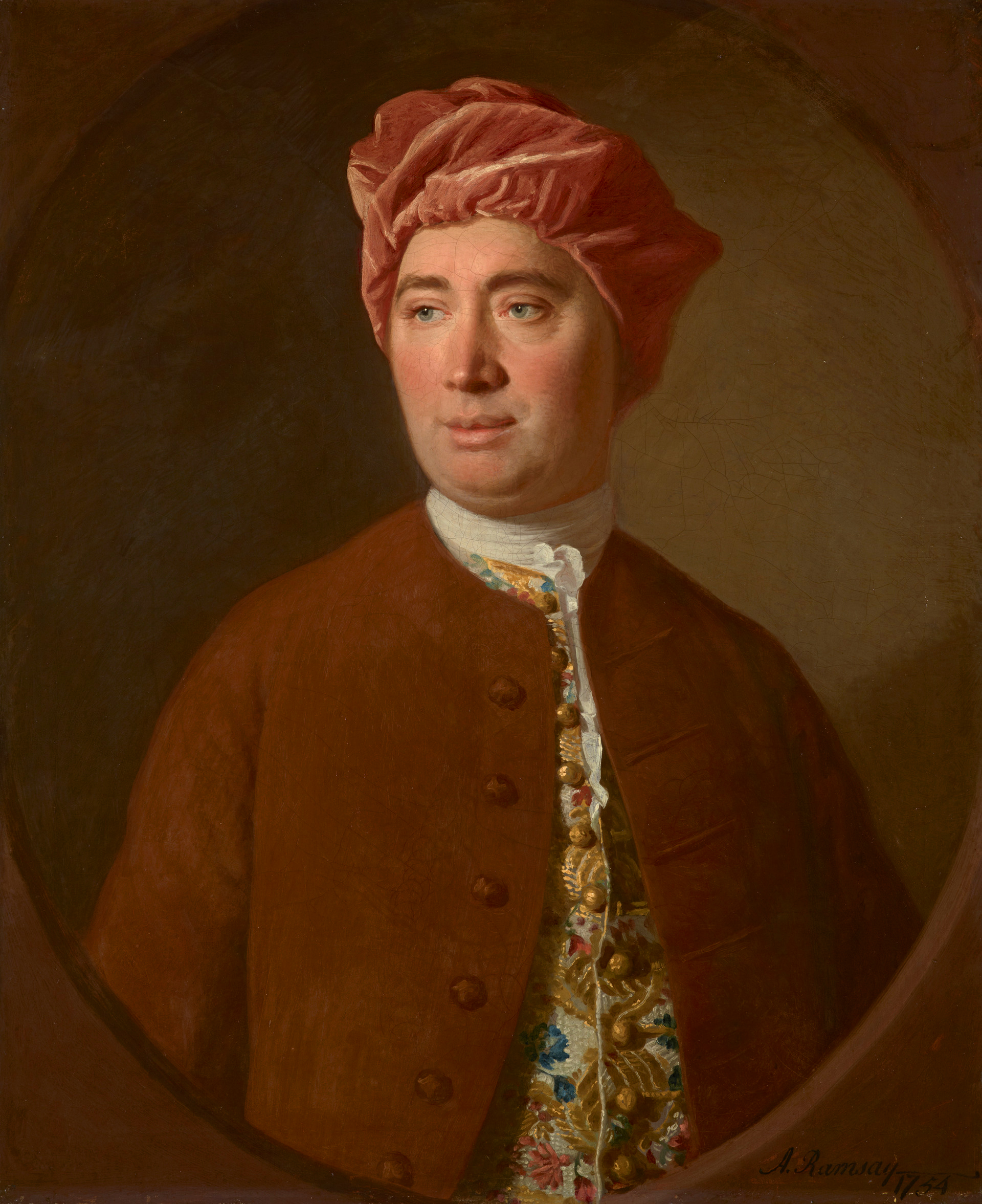
Peinture de David Hume, 1754.

La loi de Hume, aussi appelée guillotine de Hume, est une proposition méta-éthique qui interdit l'inférence d'un « être » (is) à un « devoir-être » (ought). Ou comme le formule Raymond Boudon « aucun raisonnement à l'indicatif ne peut engendrer une conclusion à l'impératif ». 

## Énoncé de la loi de Hume
La réflexion originale de David Hume se situe dans le Traité de la nature humaine :

« Je ne puis m'empêcher d'ajouter à ces raisonnements une observation qu'on trouvera peut-être de quelque importance. Dans tous les systèmes de moralité que j'ai rencontrés jusqu'ici, j'ai toujours remarqué que l'auteur procède quelque temps de la manière ordinaire de raisonner, et établit l'existence d'un Dieu, ou fait des observations, concernant les affaires humaines ; quand soudain je suis étonné de trouver qu'au lieu de rencontrer les copules habituelles est et n'est pas, je ne trouve aucune proposition qui ne soit connectée avec des doit ou ne doit pas. Ce changement est imperceptible, mais a néanmoins de grandes conséquences. Car comme ce doit ou ne doit pas exprime quelque nouvelle relation ou affirmation, il est nécessaire que celle-ci soit observée et expliquée, et qu'en même temps une raison soit donnée pour ce qui semble tout à fait inconcevable, que cette relation puisse être une déduction d'autres qui en sont entièrement différentes. Mais comme les auteurs n'utilisent pas fréquemment cette précaution, je me permets de la recommander au lecteur, et je suis persuadé que cette petite attention fera succomber tous les systèmes vulgaires de moralité et nous fera voir que la distinction entre le vice et la vertu n'est pas fondée simplement sur la relation entre objets ni n'est perçue par la raison. »

La loi de Hume a été interprétée et parfois confondue avec la réfutation par George Edward Moore de ce qu'il qualifiait de « sophisme naturaliste » dans son Principia Ethica paru en 1903. La loi de Hume semble en effet fournir un fondement théorique irréfutable pour qui est convaincu que les croyances relatives aux normes et aux valeurs réglant les conduites morales ne peuvent être objectivement fondées. Cependant, selon Raymond Boudon, l'énoncé correct de la loi de Hume est « On ne peut tirer une conclusion à l'impératif de prémisses qui seraient toutes à l'indicatif. » Il suffit donc dans un raisonnement visant à énoncer un principe moral que l'une des prémisses soit à l'impératif pour que la conclusion puisse être correcte. Raymond Boudon estime que la loi de Hume est mal interprétée si l'on considère qu'elle permet de tenir pour faux les jugements normatifs soutenus par des arguments relevant de croyances ou de jugements de valeur. Par exemple le théorème de Hume n'invalide pas un raisonnement aussi simple que : « les feux rouges sont une bonne chose et méritent d'être installés car la circulation serait encore pire sans eux. » Selon Raymond Boudon : « le corollaire que l'on tire couramment du théorème de Hume est un paralogisme. De plus il contredit l'observation. Mais sa popularité contribue à expliquer qu'on traite comme une évidence l'idée selon laquelle les croyances normatives seraient nécessairement irrationnelles. »
La discussion de la loi de Hume a été une constante du débat philosophique du XXe siècle de la philosophie morale anglophone. Savoir si l'on peut passer de l'être au devoir, c'est s'interroger sur la manière dont les faits moraux surviennent sur les faits physiques (question métaphysique) et sur les règles logiques régissant le raisonnement moral (question logique). Cette interrogation est en amont de toute philosophie morale particulière et relève ainsi de ce que l'on nomme la méta-éthique et plus précisément d'une épistémologie morale.
Ce texte a dû attendre le XXe siècle avant d'être considéré comme une Loi. Les recherches en cours se penchant sur le sujet tendent maintenant à penser qu'il s'agit là d'une interprétation en partie anachronique.

## Critiques
Le philosophe écossais Alasdair MacIntyre, à plusieurs reprises, remet en cause la validité de cette loi. Dans Après la vertu, il reprend un exemple du philosophe et logicien Arthur Prior: de la proposition "il est capitaine au long cours", on peut faire l'inférence suivante : "il devrait faire tout ce que doit faire un capitaine au long cours". Ce jugement, montre-t-il, est en réalité assez courant : d'une montre qui ne donne pas l'heure exacte, on dit sans problème qu'elle est une "mauvaise montre". Maintenir la loi de Hume demande donc d'en exclure d'emblée les concepts fonctionnels, autrement dit les concepts dont la définition provient de la fonction qu'ils sont censés remplir (ainsi de la montre, qui se définit par sa fonction de donner l'heure). Pour que la loi de Hume soit valable sur le plan méta-éthique, il faut donc que l'homme ne soit pas considéré comme un concept fonctionnel : c'est ce que remet en cause MacIntyre, qui défend en cela une conception prémoderne, aristotélicienne de l'homme, qui est "doté d'une nature essentielle et d'une fonction ou but essentiel"